# 成田正雄
成田 正雄（なりた まさお、1930年 - 1975年）は、日本の数学者。

## 来歴
1930年生まれ。1953年東京大学理学部数学科卒業。国際基督教大学教授。理学博士。1975年没。

## 人物
早世した数学者であるが、初学者向けの優れた現代代数学の入門書を書いた人物として知られている。

## 著書
- 『初等代数学』（共立出版）
- 『代数学』（共立出版）
- 『イデアル論入門』（共立出版）

他。